# Cruïlles, Monells i Sant Sadurní de l'Heura
Cruïlles är en kommun i Spanien.   Den ligger i provinsen Província de Girona och regionen Katalonien, i den östra delen av landet, 600 km öster om huvudstaden Madrid. Antalet invånare är 1 253. Arean är 100 kvadratkilometer. Cruïlles gränsar till Calonge, Santa Cristina d'Aro, Madremanya, Corçà, La Bisbal d'Empordà, Forallac, Cassà de la Selva, Llambilles och Quart d'Onyar. 
Terrängen i Cruïlles är kuperad åt sydväst, men åt nordost är den platt.